# Хомутець (Житомирський район)
Хомуте́ць — село в Україні, у Житомирському районі Житомирської області. Входить до складу Брусилівської селищної громади. Населення становить 1239 осіб.

## Географія
Хомутець розташований за 6 км на південний схід від центру громади Брусилів, за 26 км від залізничної станції Скочище і за 28 км до залізничної станції Фастів.
Селом протікає річка Урочище Глибоке, права притока Здвижу.

## Історія

### XVII—XVIII століття
Перша писемна згадка про село датована 1609 роком. Першим власником села був Мартин Бутович, згодом ним володіли його нащадки. З 1690 року село відійшло у власність Стефана Проскури-Сущанського. Пізніше село відійшло до Чацького, а Чацький продав його Станіславу Лапінському.
Є декілька версій про виникнення назви села Хомутець. В одній з них розповідається, що люди їздили з Брусилова до Фастова через село. Під селом від Брусилова і від Вільшки є багато піску, який в дощову погоду весною та восени перетворювався в трясовину. Крім того, через село протікає безіменна річка, яка в давнину була глибокою та широкою. Вона перетинала шлях мандрівникам. Основним видом пересування були коні та воли, запряжені в вози. Упряж (хомути), якими були запряжені коні, часто рвалися, тому що тварини грузнули в трясовині з піску та глини на проміжку шляху, де лежить село. Єдиним порятунком у цій ситуації були люди, які проживали у згаданій місцевості і займалися виготовленням та торгівлею хомутів. Звідси і пішла назва села Хомутець.
В іншій версії розповідається, що в давнину село було продане попу Хомі. Віруючі селяни зверталися до попа Хома отець, а разом чуємо Хомутець.
1624 року в Хомутці пограбували підданого Булгаковського, який був там проїздом. Через село проходила відома дорога, якою 1657 року їхали з Брусилова в напрямку Фастова до Чигирина замирювати козаків австрійські піддані Парчевич і Маріянович, а 1768 року з Фастова до Брусилова прямував гайдамацький ватаг Іван Бондаренко.

### ХІХ століття
У 1815 році село Хомутець стало власністю поміщика де Воґіне, який в 1854 році продав село таємному раднику Р. С. Четиркіну. На цей час зросло населення до 975 чоловік. Бідність, голод і тяжка експлуатація були постійними супутниками життя кожної селянської сім'ї. Крім державних податків, селяни кожен рік змушені були платити викуп в сумі 923 карбованців. В 1900 в селі мешкало 1135 чоловік. Половина землі належала Четиркіну, 308 десятин — багатим орендарям, 44 десятини землі належало церкві, лише невеликі клаптики землі залишилось селянам.
У документі В-09112 КГУ- м. Київ, стр.1019 1886 року, знаходимо такі відомості: 
| «Село Хомутец (владельческое). В нем дворов 219, жителей обоего пола 1135 человек, из них мужчин 587 и женщин 548. Главное занятие жителей - хлебопашество, кроме того крестьяне отправляются на заработки в город Киев. Расстояние от уездного города до села 39 верст, от ближайшей железнодорожной станции-31верста, от телеграфа и почты (Земской)- 5 верст, от почты (казенной)-19 верст. Железнодорожная стация носит название Фастов. Телеграфная и почтовая (Земская) станции находятся в Брусилове, почтовая (казенная) - в с. Ставищах. В селе числится земли 1312 десятин, из них принадлежащих: помещикам-85 десятин, церкве - 44 десятин. Село принадлежит М. Р. Четыркину. Хозяйство в имении ведет сам владелец». |
Документ В-0362183 КГУ — м. Київ Похилевич Л. 1887 р. стр.168: 
| «Село Хомутец в 4-х верстах от Брусилова к югу по дороге в Фастов, при безымянном ручейке. Жителей обоего пола 708, земли 1542 десятины. Принадлежит генерал-майору Роману Сергеевичу Четыркину купившему имение это в 1854 году от наследия Игнатия Станиславовича де Вогине. В прошлом веке село принадлежало к Брусиловскому имению. Церковь во имя Архистратига Михаила, деревянная, очень ветхая, построена, как значится в надписи на дверях церковных в 1704 году. По штатам принадлежала к шестому классу, земли имеет 44 десятины. К ней приписана деревня Краковщина. Жителей в ней обоего пола 165. Земли 444 десятин. Принадлежит, по смерти в 1853 году Михаила Канского, его жене Марии и двум сыновьям: … и …». |
Спадкоємці Четиркіна, заплутавшись у власних боргах, були змушені продати село барону Унгерн-Штернбергу.

### ХХ століття
Історія колгоспу села Хомутець починається зі створення комітету незалежних селян у 1920 році, головою якого був Шарупа Василь Григорович.
У 1929 році у селі було створено СОЗ (союз обробітку земель).
На початку 1930 року, паралельно було створено колгосп «Червоний плугатар», а в кінці року його перейменували у «Х з'їзд Рад». Головою колгоспу був Хоменко Іван, а його секретарем — Шарупа Василь. Спочатку колективізації усі дрібні артілі об'єдналися у колгосп «Ударник» у 1931 році. Головою колгоспу був Андрусенко Іван Миронович, секретарем — Пархомчук Іван Тимофійович. У 1933 році колгоспи «Ударник» та «Червоний плугатар» об'єдналися. На чолі створеного колгоспу став Пархомчук Іван Тимофійович. У господарстві нараховувалося 6 бригад, у кожній бригаді по 3-4 ланки. Колгоспники вирощували зернові культури, картоплю, льон, квасолю, коноплю, огірки, помідори, капусту, мак, а також займалися вирощуванням лікарських рослин. Пархомчук Іван Тимофійович керував колгоспом до 1941 року. За цей час у господарстві змінилося три агрономи:
- 1933—1936 рр. — Юрченко Олександр.
- 1936—1938 рр. — Петренко Андрій.
- 1938—1941 рр. — Пархомчук Микола.

Тракторами та іншою технікою колгосп забезпечувало Брусилівське МТС. У складі МТС налічувалося: один комбайн «Комунар», перший комбайнер Борисенко Іван Михайлович; 2 трактори ХТЗ, на цих тракторах працювали Самійленко Володимир, Зюзь Леонід, Дяченко Петро, Моторнюк Федір; на тракторі «Універсал» працювала перша жінка тракторист Петренко Устина Андріївна.
У 30-ті роки була побудована сільрада та клуб, які розміщувалися у одній будівлі. Стояла вона там, де зараз розташована церква, перед цим тут знаходилась бібліотека, а в давнину тут була корчма, яку пізніше розібрали.
У селі були відкриті школи, які називалися хати-читальні. Їх всього було три: 1-ша «Парщевська» школа, 2-га «Дячишена хата», 3-я «Хорітьончикова хата». А ще, в центрі села стояла Біла школа, яка була побудована у 1973(?) році і була знесена у 1975 році.
Одними з перших голів сільради були: Герасимчук Мартин, з 1936 по 1941 рр., Шевченко Григорій у 1941-му, Васильчук Григорій. Секретарі: Хоменко Іван, Радчук Михайло, Мельниченко Василь, Венедчук Марія Оксентіївна. У сільраді був телефон, радіоприймач. У колгоспі було 200 коней, одна полуторка, водієм якої був Зюзь Андрій. З 1940 року на полуторці працював Прищепа Володимир. Церква до війни була закрита. Завідувачем клубу був Коротчук Василь.
Напад нацистської Німеччини зупинив мирну працю жителів села Хомутець. Почалися розстріли селян: комуністів, передовиків колгоспу. Було розстріляно вісім чоловік, 43 вигнано у Німеччину. Зруйновано с/г виробництво, спалено конюшню, свинарник та інше. Від населення була забрано 28 корів, 12 одежних шаф і т. д.
У листопаді 1943 року на Брусиловському напрямку ворог контратакував, великими силами кидаючи у бій 100—200 танків. Украй напружена обстановка склалася на рубежі Соловіївки, Морозівки, Хомутця, Вільшки. З документів відомо, що село Хомутець було визволене 10 листопада, але лише до 18 листопада. 18 листопада німці знову захопили село і ще з більшою жорстокістю повелися з селянами. Було розстріляно 30 чоловік. 18 листопада розгорівся жорстокий бій біля села Хомутець, де оборону тримали 264-й стрілецький полк і 1432-й артилерійський полк 37-ї легкої артилерійської бригади. Три доби на їх позиції безперервно сунули танки, самохідки і транспортери з піхотою, яких з неба прикривала авіація. Мужності і відвазі захисників не було меж, за цей час вони підбили 20 танків. Коли на одну з батарей прорвалися два ворожі танки, командир 1432-го полку підполковник І. М. Шуміліхін сам став біля прицілу і знищив їх. За вміле керівництво полком і особисту хоробрість йому було влітку 1944 року присвоєно звання Героя Радянського Союзу.
У грудні 1943 року починається визволення району і села від нацистів. Село було визволено 26 грудня 1943 року 100-ю Львівською дивізією. З 150 чоловік, яких мобілізували на фронт, загинуло 78.
Радіофікація в селі відбулася у 1956 році. У 1958 році появилось світло у кожному будинку.
У результаті надлюдського напруження сил сільського населення, переважно жінок і дітей, була почата весною посівна. Тракторів, механізмів чи бодай коней було обмаль. На польових роботах широко використовувалися корови. Головою колгоспу був Тюрменко Юхим Іванович (1943 р.), головував він до 1961 року.
У 1958 році відбулося об'єднання колгоспів села Хомутець і Краківщини в колгосп «Комуніст», який у 1962 році перейменували у «Будівник комунізму». Головою колгоспу «Будівник комунізму» став Буря Василь Якимович. На цій посаді він був лише рік. З 1962—1963 рр. головою був Дяченко Савелій Федорович. В період з 1963 року по 1980 рік голова господарства мінявся сім разів. З 1980—1988 рр. керівником господарства стає Назаренко Іван Іванович.

### Історія школи
=
Земство Волинської губернії Радомисльського повіту в галузі народної освіти займалося будівництвом та роботою шкіл. Так у другій половині XVIII століття на території с. Хомутець була побудована земська школа. Єдиною освіченою людиною на селі був піп. Він був і вчителем. У школі було всього два класи, де навчалися діти молодшого і старшого віку. На уроках вивчали закон Божий, вчилися писати, читати, рахувати, співати. У селі була церква, вона розміщувалася на тому місці, де побудований сучасний будинок культура.
Школа була підпорядкована церкві і називалась церковно-приходська. Після жовтневих подій відбуваються певні зміни і на селі. Школа стає семирічною, де вчилися діти з сіл Хомутець, Вільшка, Краківщина, Дубрівка. Дітей у школі було близько 250 чоловік. У 1927 році проголошена колективізація. Почалася колективізація з боротьби з заможними селянами. У Хомутці були забрані будинки Васильчука Григорія та Пащевського Костянтина, і передані сільською Радою у відання школи. У цих будинках були розміщені квартири вчителів та навчалися учні 1-4 класів. У 1937 році Гуцько Л. В.
Після визволення села від німецько-фашистських загарбників у 1944 році директором школи став Антонечко. Він був директором школи лише два місяці. У цьому ж році на посаду директора призначений Білоцький П. П.
1945 р. директором працював Гришко М. О.
З 1949 по 1952 р. на посаду директора був призначений Святненко О. Я.
З 1949 по 1952 р. директором працював Молодик О. І. В школі він читав російську мову і літературу. Він задаровував учнів російськими билинами. Був добрим послом творчості Пушкіна і Лермонтова. Працював Олександр Іванович у школі з 1945 по 1982 р.
У 1952 році на посаду директора школи був призначений вчитель історії Лаврінчук Іван Семенович. Він пропрацював у школі одинадцять років. Під його керівництвом сформулювався чудовий колектив вчителів. 40-50-ті роки відзначаються важкими умовами навчання. Школа розміщувалася у 4-х приміщеннях. Які знаходилися далеко одне від одного. Дітей було по класах дуже багато, по 38-40 учнів, були навіть паралельні класи. Уроки фізкультури проводилися на вулиці у будь-яку погоду. 60-ті роки. Школа знаходилась у трьох приміщеннях. Це створювало відповідні труднощі у навчальному процесі. У 1963 році на посаду директорка був призначений Данилівський Іван Данилович. Оскільки кількість дітей у селі зростала, постало питання про будівництво нової школи на території садиби дяка Пащевського Костянтина. Очолив будівництво директор школи Данилівський І. Д. Будівництво було закінчене влітку 1972 року. Іван Данилович очолював педколектив Хомутецької школи 21 рік.
Біля приміщення школи земля була зайнята під дослідні ділянки та квітники. Керувала цією роботою вчителька біології Данилівська Т. М. Учні вирощували сорти озимих культур, сіяли кукурудзу, льон, горох, вирощували огірки, капусту, картоплю. Все це використовувалося у шкільній їдальні для харчування дітей.
У 1984 році директором школи була призначена Гапуненко Галина Василівна. В школі вона також викладає математику. Галина Василівна пропрацювала в школі 36 років. На посаді директора вона пропрацювала до 1987 року. Слюсара Анатолія Миколайовича. На посаду директора школи він був призначений у 1987 році.
На місці цієї школи нині розташована сільська рада.
Внаслідок катастрофи на Чорнобильській АЕС, яка сталась у 1986 році у село Хомутець були переселені мешканці з 30-ти кілометрової зони. Кількість дітей почала зростати і восьмирічна школа була перетворена на десятирічну (1995 р.). Не вистачало приміщень для навчального процесу. Школа працювала у дві зміни. І тому у 1998 році була побудована двоповерхова школа, яка вміщує близько 350-ти учнів. На свято відкриття нової школи приїхали: керівництво Брусилівського р-ну та міністр надзвичайних ситуацій Дурдинець. В школі були оснащені кабінети хімії, фізики, біології, актовий зал. Спортивний зал та їдальня. На цей час у школі навчається 292 учні. Більше 20-ти років працюють у школі: вчителька молодших класів Гончарук Любов Дмитрівна, вчитель математики та директор Слюсар Анатолій Миколайович. Органічна влились в колектив і вчителі, які були переселені у село Хомутець з забруднених зон, стаж роботи яких налічує більше 10-ти років, це Бобко Валентина Антонівна, Виговська Наталія Адамівна, Гарбузюк Олена Вікторівна.

### Відомі випускники
- Медчук Іван Кіндратович — професор Львівського медінституту, доктор медичних наук.
- Уварено Анатолій Родіонович — доктор медичних наук, заввідділу при Міністерстві охорони здоров'я України.
- Коротчук Микола Миколайович — хірург-травматолог Брусилівської районної лікарні.
- Петренко Володимир Андрійович був підполковник, начальник відділу Київського міського військового комісаріату м. Києва.
- Плохотнюк Анатолій Іванович — сімнадцять років працював головою виконкому Хомутецької сільської ради.
- Пінчук Дмитро Олексійович — голова правління колгоспу «Нове життя».
- Венедчук Микола Якович — головний зоотехнік місцевого господарства.
- Задніпрянець Світлана Миколаївна — вчителька географії у теперішній школі, закінчила Київський педінститут і повернулася до рідної школи, де працювала протягом 15 років. Зараз[коли?] працює головою сільської ради.
- Черненко Микола Олександрович — журналіст, працював редактором у Кіровоградській обласній газеті 16 років, журналіст у газеті «День».
- Опанасик Олексій Семенович — український письменник, голова Житомирської спілки письменників України.

### У незалежній Україні
А в 1988—1999 рр. головою колгоспу був Опанасюк Микола Григорович. У 1995 році господарство перейменували на АТ «Мрія».
Пізніше колгосп очолював Левицький Василь Семенович. Господарство знаходиться на межі банкрутства. Вирощують зернові культури, льон, буряк, картоплю, капусту. Великої рогатої худоби майже немає, вона налічується у двох-трьох десятках.
3а роки незалежності України та по Чорнобильській програмі в селі збудовано типову школу, 300 житлових будинків, водопровід, заасфальтовано сільські вулиці. В Хомутці добре розвинений автомобільний транспорт. Є два державних та п'ять приватних магазини, дитсадок, що знаходиться в одному приміщені із школою. Сільська рада та медпункт також знаходяться в одному приміщені. Сільській раді підпорядковані села Вільшка і Краківщина. Площа населеного пункту становить 551,3 га. Село оточене лісовими посадками. Також є чотири невеликих ліски. Ґрунти переважно піщані та підзолисті.
Голови сільради:
- Бобок Яків Павлович 1945—1952 рр. Секретар Шарупа Марія.
- Пенчева Марія Іванівна 1952—1975 рр.
- Куницький Петро Олексійович 1975—1980 рр. Секретар Гапуненко Микола Павлович.
- Плохотнюк Анатолій Іванович 1980—1998 рр. Секретарі: Слюсар Ніна, Кошіль Ольга.
- Вітраченко Валентина Олександрівна 1998—2005 рр. Секретарі: Новік Ніна Станіславівна, Задніпрянець Світлана Миколаївна.
- Задніпрянець Світлана Миколаївна з 2005 р.

На сьогоднішній день територія села і кількість населення значно зросли. Населення збільшилось за рахунок переселенців з Чорнобильської зони. Переселення почалося у 1991 році, було побудовано близько 500-т нових будинків. Люди переїхали з 21 району Житомирської, Рівненської та Київської областей. Село було газифіковано, а також була створена водомережа. В селі є два державних, шість приватних магазинів, пошта з відділенням зв'язку, бібліотека, нова двоповерхова школа з дитячим садком, будинок культури.
17 лютого 2007 в селі Хомутець Брусилівського району було відкрито центр ресоціалізації наркозалежної молоді «Твоя перемога». Активну участь в організації центру взяли соціалісти, зокрема перша секретарка Брусіловського райкому СПУ, депутатка райради Антоніна Правдивець. Центр організовано на базі місцевого соціального закладу, в якому два роки поспіль вже проходять курси реабілітації наркозалежної молоді. Поки що тільки чоловіки — по 8-12 осіб протягом курсу. Відтепер у центрі «Твоя перемога» повний курс реабілітації зможуть проходити і жінки. Для цього волонтери облаштували окреме приміщення, розраховане на 6-8 жінок, які прагнуть позбутися залежності.

## Уродженці села
- Стельмах Олександр Миколайович (1990—2015) — старший лейтенант Збройних сил України, учасник російсько-української війни.
- Уваренко Анатолій Родіонович (1935—2014) — доктор медичних наук, професор, заслужений діяч науки та техніки.

## Місячна долина
В селі розташований приватний притулок для птахів і дрібних тварин «Місячна долина», в якому проходять лікування і реабілітацію травмовані та знесилені птахи й дрібні дикі тварини, які вилучені з природного середовища. Після успішної реабілітації їх випускають у відповідні ареали проживання.